# Brookings Institution

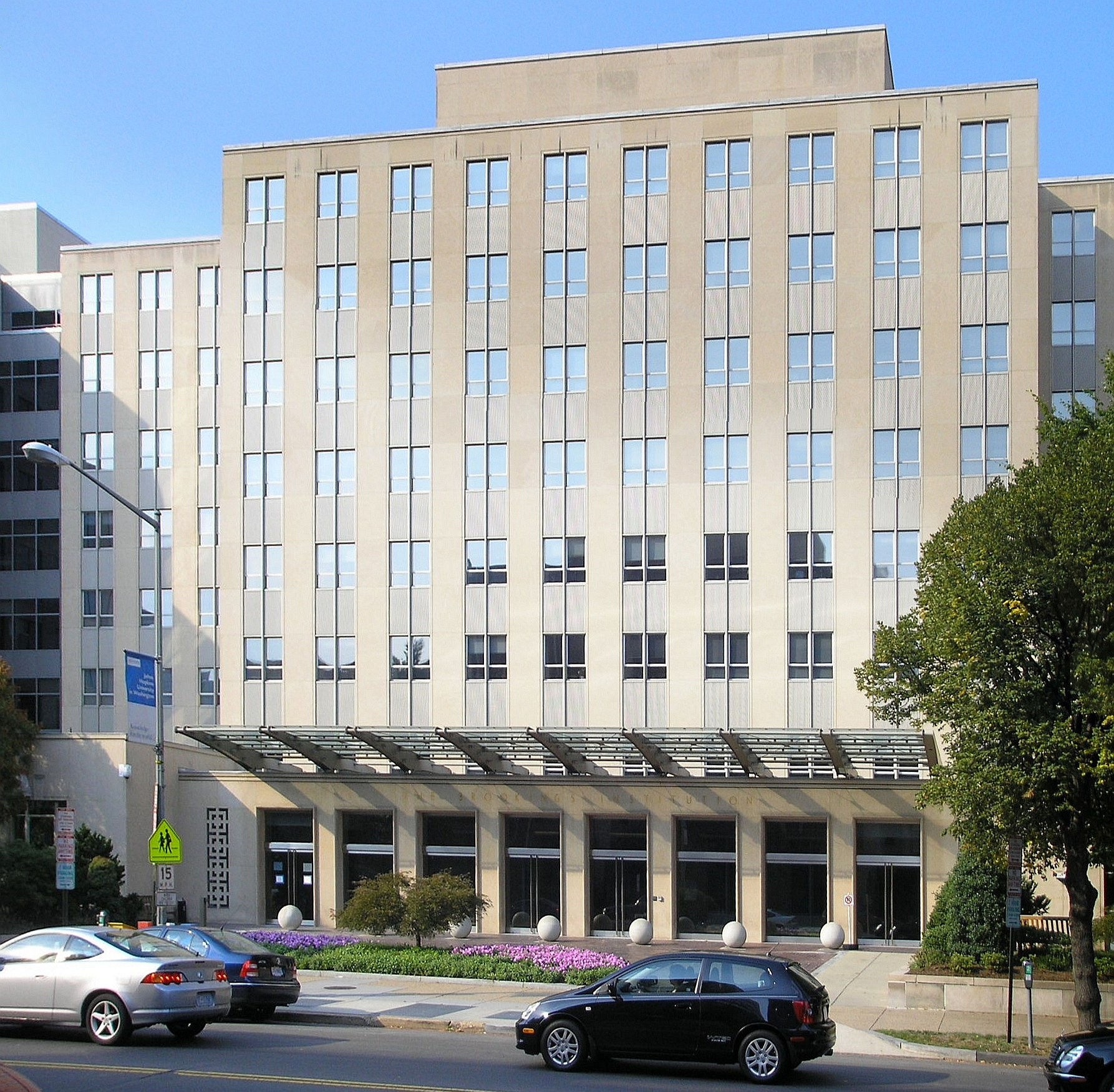
Die Brookings Institution

Die Brookings Institution ist eine Denkfabrik in den Vereinigten Staaten mit Sitz in Washington, D.C. Sie beschreibt sich als „unabhängige Organisation für Forschung, Bildung und Publikation mit Fokus auf öffentliche Politik in den Gebieten Wirtschaft, Auslandspolitik und Staatsführung“. Die Gründung der Vorgängerorganisation Institute for Government Research (IGR) erfolgte im Jahr 1916 vom Philanthropen Robert Somers Brookings.
Präsidentin des Thinktanks Brookings Institution ist seit 2023 Cecilia Rouse, die zuvor an der Princeton Universität und als Beraterin von US-Präsident Joe Biden arbeitete. Von Oktober 2017 bis zu seinem Rücktritt am 12. Juni 2022 fungierte der US-amerikanische General der United States Marine Corps und ehemalige Befehlshaber der International Security Assistance Force John R. Allen als Präsident. Zuvor war Strobe Talbott der Präsident.
In einem Memorandum an den US-Präsidenten Richard Nixon schrieb der Präsidentenberater Patrick Buchanan am 3. März 1970 über die „institutionalisierte Macht der Linken, die in Stiftungen gebündelt ist, die der Demokratischen Partei nahestehen“. Hierdurch rückte die Brookings Institution in den Fokus der Regierung. Durch die Aussage des Beraters des Weißen Hauses Tom Charles Huston, es gebe bei Brookings Institution in einem Safe eine Akte darüber, wie Nixons Präsidenten-Vorgänger Lyndon B. Johnson 1968 den US-Bombenstopp für Vietnam genau gehandhabt hatte, wurden im Juni 1971 Nixons Stabschef „Bob“ Haldeman zusammen mit dem nationalen Sicherheitsberater Henry Kissinger aufgefordert, dort mit dem Ziel einzudringen,  die Akte zu beschlagnahmen, um eine angeblich lückenlose Dokumentation über Johnsons Handlungen sicherzustellen.
Allerdings wurde trotz mehrfachen Nachhakens durch Nixon dieses Vorhaben nicht in die Tat umgesetzt.
2002 wurde auf Initiative von Haim Saban das Saban Center for Middle East Policy gegründet.
Im September 2014 berichtete die New York Times über die Einflussnahme der Regierung von Katar auf die Brookings Institution. Laut New York Times sagte Katar der Brookings Institution 2013 eine Spende von 14,8 Millionen Dollar zu. Als Folge hätten Forschungsgruppen von Brookings auf Kritik an der Regierung Katars verzichtet, berichteten Wissenschaftler des Instituts.